# Eda-Ines Etti
Eda-Ines Etti (Haapsalu, 26 mei 1981) – alias Ines – is een Estisch zangeres.
Een van Ines' eerste tv-optredens kwam er in 1999, toen zij tweede werd in Kaks takti ette, een televisiewedstrijd voor beginnende zangers. In 2000 won Ines Eurolaul, de Estse preselectie voor het Eurovisiesongfestival, en vertegenwoordigde zij Estland op het Songfestival in de Zweedse hoofdstad Stockholm. Met het liedje Once in a Lifetime werd ze op voorhand als favoriet voor de eindzege getipt. Uiteindelijk behaalde Ines de vierde plaats met 98 punten, wat het beste resultaat voor Estland was tot dan toe. In haar achtergrondkoor stond Tanel Padar, met wie zij op dat moment een relatie had en die een jaar later wel de zege naar Estland zou brengen. Ines won dat jaar de prijs voor beste vrouwelijke artiest op de Estonian Music Awards.
In 2002, toen het Eurovisiesongfestival in Estland werd georganiseerd, leek het erop dat Ines het liedje Runaway zou zingen, maar op het laatste moment trok de zangeres zich terug, omdat zij vond dat één deelname genoeg was. Sahlene nam de rol van haar over en behaalde een derde plaats met het lied. Toch zat het de Esten niet zo lekker dat een Zweedse zangeres hun kleuren moest verdedigen net wanneer het festival in Estland doorging. Ines kwam daardoor onder vuur te liggen. Zij heeft zich niet van het songfestival afgekeerd. Ines heeft al eens de punten voor Estland voorgelezen en in 2005 was ze copresentatrice van Eurolaul. Een jaar later zou ze zelf weer aan de competitie deelnemen. Met het in het Estisch gezongen lied Iseendale werd ze tweede achter Sandra Oxenryd.
In 2005 vormde Ines een back-upband met haar broer Ivo Etti (basgitaar), Siim Mäesalu (piano), Erki Pärnoja (gitaar) en Magnus Pajupuu (drums). Haar broer en Mäesalu waren voormalige leden van de band Ruffus, die in 2003 Estland vertegenwoordigde op het Eurovisiesongfestival. Ines en de band brachten dat jaar hun eerste album uit, getiteld Uus päev. Ines won dat jaar ook opnieuw de prijs voor beste vrouwelijke artiest op de Estonian Music Awards voor haar in 2004 verschenen album 15 magamata ööd (15 slapeloze nachten), haar eerste album in het Estisch, waarvan het titelnummer ook de prijs voor beste lied van 2004 won. Ook in 2006 was ze genomineerd voor beste vrouwelijke artiest. In 2007 nam Ines voor de derde keer deel aan Eurolaul, met het Engelstalige nummer In Good and Bad. Zij haalde een zesde plaats in de preselectie. Dat jaar kwam ook haar album Kustutame vead uit, dat haar opnieuw een nominatie opleverde voor beste vrouwelijke artiest. In 2011 zat Ines zelf in de jury van Eurolaul.

## Ander werk in de media
- In 2002 werd Ines het gezicht van de Finse bedrijf Plusdial.[1]
- Ines won in 2008 de Estse versie van het televisieprogramma Just the Two of Us.
- In 2010 presenteerde zij samen met Tanel Padar de tv-show Eesti talent, de Estse versie van de Britse show Britain's Got Talent.
- Ines heeft ook rollen gespeeld in afleveringen van tv-series zoals Kelgukoerad, Kättemaksukontor en Alpimaja.[2]

## Discografie (albums)
- Here For Your Love (2000)
- 15 magamata ööd (2004)
- Uus päev (2005)
- Kustutame vead (2007)
- Kas kuuled mind (2009)
- Kiusatus (2011)

1994: Silvi Vrait · 
1996: Ivo Linna & Maarja-Liis Ilus · 
1997: Maarja-Liis Ilus · 
1998: Koit Toome · 
1999: Evelin Samuel & Camille · 
2000: Ines · 
2001: Tanel Padar, Dave Benton & 2XL · 
2002: Sahlene · 
2003: Ruffus · 
2004: Neiokõsõ · 
2005: Suntribe · 
2006: Sandra Oxenryd · 
2007: Gerli Padar · 
2008: Kreisiraadio · 
2009: Urban Symphony · 
2010: Malcolm Lincoln · 
2011: Getter Jaani · 
2012: Ott Lepland · 
2013: Birgit Õigemeel · 
2014: Tanja · 
2015: Elina Born & Stig Rästa · 
2016: Jüri Pootsmann · 
2017: Koit Toome & Laura · 
2018: Elina Netsjajeva · 
2019: Victor Crone · 
2021: Uku Suviste · 
2022: Stefan · 
2023: Alika · 
2024: 5miinust & Puuluup · 
2025: Tommy Cash